# توطئة قدم
طريقة قدم على عتبة الباب (FITD) هي وسيلة مستثيرة للإذعان، تسعى إلى إلزام الإنسان على الاستجابة لطلب كبير، بجعله يستجيب في الأول لطلب صغير.
تنجح هذه الطريقة بربطها بين الطالب والمطلوب منه. فالإنسان إذا استجاب لطلب صغير، سيشعر بعد ذلك أن عليه الاستجابة لطلبات أكبر، حتى يكون متساوقا وقراره الأول. هذه الطريقة مستخدمة في سبل متعددة، ومدروسة دراسة عميقة. والقول: قدم على عتبة الباب، إحالة إلى بائع من الباب إلى الباب، الذي يمنع الزبون من إغلاق الباب بقدمه، ليجبره على الاستماع لعرض مبيعاته.

## تجارب كلاسيكية
في دراسة مبكرة، اتصل فريق من علماء النفس على ربات بيوت في كالفورنيا، وطلبوا منهن أن يجبن عن بعض أسئلة عن المنتجات المنزلية التي يستخدمنها. بعد ثلاثة أيام، اتصل علماء النفس عليهن مرة أخرى. في هذه المرة، طلبوا أن يرسلوا إلى بيوتهن خمسة رجال أو ستة، ليبحثوا في الخزائن والمستودعات، باعتباره جزءا من إحصاء ممتد لساعتين للمنتجات المنزلية. فوجد الباحثون أن هذه النساء كانت أكثر احتمالا للاستجابة لطلب الإحصاء، بمقدار يتجاوز الضعف، من النساء اللائي لم يطلب منهن إلا الطلب الأكبر.
وفي دراسة أحدث، طُلب من أناس أن يتصلوا بسيارة أجرة إذا كانوا سكارى. وطُلب كذلك من نصفهم أن يوقعوا عريضة ضد القيادة تحت تأثير الكحول (وهو ما فعلوه جميعًا)، ولم يطلب ذلك من النصف الأخر. أولئك الذين وقعوا العريضة (مستجيبين لطلب صغير) كانوا أميل لأن يستجيبوا للطلب الأكبر، أي الاتصال على سيارة الأجرة حين السكر، من أولئك الذين لم يُطلب منهم التوقيع على العريضة.
وأظهرت كثير من التجارب أن طرق قدم على عتبة الباب مجدية في حث الناس على الاستجابة، خاصة إذا ما كان الطلب في خدمة المجتمع. وأظهرت الأبحاث أيضا أنها ناجحة في الطلبات التي تتم عبر البريد الإلكتروني، إلى جانب تلك التي تتم وجها لوجه.

## التاريخ
في عام 1966، صاغ كل من جوناثان فريدمان وسكوت فرازير من جامعة ستانفورد عبارة: قدم على عتبة الباب (FITD)، عندما أجريا دراسة تسعى إلى إثبات هذه النظرية، التي تقول أن الاستجابة لطلبات أصغر قد تؤدي إلى الاستجابة لطلبات أكبر. ودعمت نتائج هذه الدراسة ما قد اعتقدا بصحته من قبل. وقد كان هناك جدل عما إذا كانت نفس العملية التي تنطوي عليها نظرية الفهم الذاتي مماثلة لعملية (FITD). كان الباحثون يظنون ذلك؛ لأن النظريتين تتعلقان بإتخاذ موقف أو إظهار تفاهم، كان لدى المرء في المقام الأول. في عام 1999، أجرى جيري إم برجر من جامعة سانتا كلارا دراسة لمعرفة حقيقة عملية هذه الطريقة وكيفيتها، ووجد أنها مجرد طريقة بسيطة، لا تتعلق بنظرية الفهم الذاتي.

## تحسين الطريقة
وتُستخدم هذه الطريقة في كثير من الأماكن التجارية، ويمكن توضيحها بنموذج بائع الباب من الباب، الذي يصاعد من طلباته حتى يصل إلى طلب الشراء النهائي. في تجربة من التجارب، طُلب من المشاركين بها، في البداية، أن يضعوا في نوافذهم علامات تروج لإعادة التدوير، وسكون لهم من ذلك حوافز متفاوتة من دولار إلى ثلاثة دولارات. وجدت هذه الدراسة أن طريقة قدم على عتبة الباب كانت أجدى من إستراتيجيات الحوافز في استثارة الثبات السلوكي. وهذا مدعوم من نظرية الفهم الذاتي، التي تقول أن طريقة (FITD) إنما تأتي فعاليتها من حقيقة أن الخواطر هي ما تحدد سلوك البشر، أي أن الضغط الخارجي (مثل الدَّين) ليس بمثل فاعلية (FITD) في الحث على الاستجابة.
في دراسة أخرى، طُلب من المشاركين طلب تضمن عبارة (أنت بالخيار)، التي ذكرت المشارك بحقه في رفض طلب المشاركة. زاد هذا القيد وطريقة (FITD) من استجابة المشاركين للطلب. تُستغل هذه الطرق في البيئات السياسية والتجارية والتوعية العامة. مثلًا، أظهرت دراسة أن وجود استبانة عن التبرع بالأعضاء، يزيد من رغبة المشاركين في أن يتبرعوا بأعضائهم. وقد وجدت كذلك أن زيادة عدد البنود في الاستبانة لم تؤثر بالضرورة على استجابة المشارك لطلب التبرع، أي أن وجود الاستبانة وحده كان كافيا لزيادة مقدار الاستجابة.
وأظهرت دراسة أجراها جيجين أن طريقة قدم على عتبة الباب ليست بفعالة وجها لوجه فقط، بل أيضا عبر الإنترنت. ففي دراسته، وجد أن طلب مساعدة الطلاب في حفظ ملف بصيغة (RTF)، عبر البريد الإلكتروني، زاد من استجابتهم لأن يتموا استبانة مرسلة إليهم من نفس طالب المساعدة الأولى بالبريد الإلكتروني. هذه المعلومات مقرونة بأعمال سوانسون، وشيرمان، وشيرمان، التي وجدت أن استجابة الطلاب لطلب أولي صغير محايد لم يزد فقط من رغبتهم في الاستجابة لطلب ثان أكبر قدرا وأكثر قلقا، بل أظهرت كذلك أن الطلب الأكبر كان أهون عليهم مما كان على المجموعة الناظمة. لهذا تأثيرات كبيرة على الاستخدامات الممكنة لطريقة (FITD) عبر الإنترنت، فبحسب ما يقدم الإنترنت من خصوصية وسرية، فإنها قد تُستخدم عبر الإنترنت لجمع المعلومات عن الحالات المثيرة للقلق، بأسلوب لا يثير القلق بقدر ما تثيره الأسئلة المطروحة وجها لوجه. لا بد من بحث أكثر في هذا المجال.

## أمثلة
عندما يعبر إنسان عن مناصرته لفكرة أو مفهوم، فإنه غالبا ما سيكون متساوقا وتعبيره ذلك، بالالتزام به التزاما أكثر تماسكا. يستخدم مثال شائع في الدراسات البحثية طريقة قدم على عتبة الباب هذه: يُطلب من مجموعتين أن يضعوا في فنائهم الأمامي علامة كبيرة بالغة القبح، تقول: «قد بحذر»، وكان قد اتصل بأعضاء إحدى المجموعتين قبل ذلك ليضعوا علامة صغيرة في نافذتهم الأمامية تقول: «كن سائقا حذرًا»، فوافق جميعهم تقريبًا.  في دراسة من الدراسات، ردًا على طلب «قد بحذر»، استجاب 76 بالمئة من أولئك الذين طُلب منهم في البداية أن يضعوا العلامة الصغيرة، بينما لم يستجب من أولئك الذين لم يطلب منهم الطلب الأول الأسهل، إلا 17 بالمئة.
بعد أن أظهر الإنسان «روح المجتمع»، بالمشاركة في الحملة للحد من مذبحة الطرق في البلاد – «تقدمه» في صورة «المواطن الصالح» بإبراز علامة «كن قائدا حذرا»، وهي عبارة عن تصريح للعالم – يتعرض حينئذٍ لضغط اجتماعي يلزمه على الاستجابة لنسخة أكبر، وإن كانت أكثر إزعاجا من الطلب الأول، حتى يظهر متساوقا وتصرفاته ومعتقداته.  قد يكون هناك عوامل أخرى، ولكن في الأغلب للالتزام والاتساق يد في ذلك.
- «أأزور سوزي لساعة؟» متبوعة بـ«أأبيت اللية عندها؟»
- «أأستعير السيارة للذهاب إلى السوق؟» متبوعة بـ«أأستعير السيارة في نهاية الأسبوع؟»
- «أأسلم الورقة متأخرًا عن الوقت المحدد بساعات قليلة؟» متبوعة بـ«أأسلمها في الأسبوع القادم؟»
- «أول ستة أشهر بلا فوائد»، أو «لسنتين من دون فوائد».

في جميع الحالات الأربع، من الأسهل أن تظل متساوقا والطلب الأول، برفض الطلب الثاني لا قبوله. مثلًا في الطلب الأول، المطلوب منهم كانوا قد وافقوا على ساعة محددة، فإذا طُلب منهم مرة أخرى طلب مباشر، فغالبا لن يوافقوا على مدة مختلفة، ولكن إذا كان هناك وقت بين الطلبات يمتد إلى أيام أو أسابيع، فغالبا ما ستستقبل برحابة أكثر.

## تطبيقات في الحياة اليومية
هناك عدد من الدراسات تتعلق بطريقة قدم على عتبة الباب والتبرعات الخيرية.  مثلا، بحث شوارزوالد وبزمان وراز فاعلية طريقة (FITD) في جمع التبرعات من باب إلى باب. في دراستهم، طُلب من بعض المشاركين في البداية أن يوقعوا عريضة قبل طلب التبرع للمنظمة (حالة قدم على عتبة الباب). أما الآخرين فلم يُطلب منهم التوقيع على عريضة قبل التبرع (حالة المجموعة الناظمة).  وقد طُلب التوقيع على عريضة قبل طلب التبرع بأسبوعين. فوجدوا أن نسبة الناس الذين تبرعوا في حالة قدم على عتبة الباب كانت أكبر مما كانت عليه في حالة المجموعة الناظمة. ووجدوا أيضا أنه قد نتج عن الطلب الصغير لتوقيع العريضة التبرع بأموال أكثر.
كانت نتائج الدراسات العلمية في طريقة قدم على عتبة الباب متباينة. على أن بعض الدراسات وجدت أن طريقة (FITD) قد تزيد من التبرعات، إلا أن بعضها الأخر لم يجد أي تأثير له دلالة إحصائية للطريقة على التبرعات.
بحث تشان وزملاؤه كفاءة طريقة (FITD)، بمقابل طريقة الباب في الوجه (DITF)، على طلاب الصف الثاني الابتدائي في أحد مراكز ما بعد المدرسة في هونغ كونغ.  كان المشاركون في هذا البحث ستين طالب من ذلك الصف، وقد طُلب منهم أن يتموا تمارين حسابية. طلب المجربون من الطلاب أن يتموا التمارين الحسابية، في كل من الحالتين: حالة قدم على عتبة الباب، وحالة باب في الوجه. وكان هدف المجربين أن يتم الطلاب عشرين تمرين حسابي. في حالة قدم على عتبة الباب، وافق اثنا عشر طالبا من عشرين على إتمام كل التمارين الحسابية.  وفي حالة باب في الوجه، وافق ثمانية عشر طالبا من عشرين على إتمام كل التمارين الحسابية.  بعد تحليل البيانات، ظهر أن طريقة (DIFT) أجدى في التحفيز على إتمام المهمة الحسابية. تقول هذه النتائج أن في حين أن طريقتي (FITD) و (DITF) من الوسائل الناجحة في تحقيق الاستجابة للمهمات، فإن طريقة (DITF) قد تكون أنسب للأطفال في بيئة مدرسية.   ولربما أن طريقة باب في الوجه أجدى وسيلة لتحقيق الاستجابة عند الأطفال، ليس في هذه البيئة فقط، بل في جميع البيئات.  وبينما أظهرت نتائج سابقة أن طريقتي (FITD) و (DITF) قد تكونان ذات فعالية في تحقيق الاستجابة للمهمات، فإن هاتين الطريقتين قد لا يمكن تطبيقهما في كل بيئة تهدف إلى ذلك.  هذه الفرضية قد تُرى نقصا في طرق قدم على عتبة الباب.
وأظهرت دراسة أجريت في عام 1989 من قبل جامعة إنديانا وجامعة ولاية كاليفورنيا أن الناس كانوا أميل لأن يصبحوا متبرعين بالأعضاء، بعد أن أكملوا استبانة عن التبرع بالأعضاء. ولم يهم ما إذا كان في الاستبانة خمسة أسئلة أم عشرون، فقد أُثبت أن لكل منهما نفس قدر النجاح. مررت هذه الاستبانة على طلاب جامعة، وذكر العلماء أنهم سيجرون دراسة أخرى مع أفراد أسن منهم وأقل تعليما، ليدعموا هذه النتائج ويوسعوا نطاقها.

## علم النفس
رغم كل الأبحاث الداعمة لطريقة قدم على عتبة الباب، إلا أنها تقدح في الذهن سؤالا مهما، وهو لمَ يغلب على الناس اتباع هذا النمط؟  والنظرية الأكثر انتشارا، التي تفسر ذلك، هي نظرية الفهم الذاتي. لمّا يوافق إنسان في الأصل على شيء ما، فإنه سيجاوب لنفسه على سؤال، يتعلق بما دفعه إلى الإجابة عن تلك الأسئلة، ومتى قرر أن ذلك كان بمحض رغبته، من دون أي تأثير خارجي على إجابته، حينئذ سيشعر أن عليه أن يتساوق وقراره، وسيلبي طلبات أكبر. إن نظرية الفهم الذاتي قد طورها داريل بلم، عالم النفس الاجتماعي الاجتماعي، والأستاذ المتقاعد من جامعة كورنيل، الذي يدعي أمرين: الأول أن الناس تتخلق فيهم معتقداتهم وتصرفاهم بناء على ما يحبون، وعلى ما ينتج عن تجاربهم إيجابيا كان أم سلبيا. والثاني أن الناس عندما لا يحبون شيئا ما، فإن ليس هناك تفسير منطقي يبرر اهتمامهم به. هذه النظرية هي الأشهر في شرح فهم الذات.

## البدائل
في طريقة قدم على عتبة الباب، تُطلب طلبات صغيرة من أجل تحقيق الاستجابة لطلبات أكبر، أما في طريقة باب في الوجه، فالأمر على العكس من ذلك، إذ تُطلب فيه طلبات كبيرة، يُخال أن مآلها الرفض، من أجل تحقيق الاستجابة لطلبات أصغر.
هناك بديل مقترح من قبل دولنسكي (2011)، وهو طريقة قدم في الوجه (FITF): الاستجابة تكون في أشد حالاتها لمّا يُطلب طلب ثان بعد رفض الأول مباشرة، أما إذا لُبي الطلب الأول، فيكون الثاني بعد يومين أو ثلاثة. ووجد الباحثون أن معدلات الاستجابة تترواح بين 63% إلى 68% عند استخدام طريقة (FITF)، بينما الطرق التقليدية أظهرت معدلات أقل بنحو من 50%